# Rosholt (Wisconsin)
Pour les articles homonymes, voir Rosholt.
Rosholt est une ville américaine, située dans le comté de Portage, dans l’État du Wisconsin. Lors du recensement de 2010, sa population s’élevait à 506 habitants.

## Histoire
Le plus ancien propriétaire des terres sur lesquelles s'élèvent aujourd'hui Rosholt enregistré est Gottlieb Standbly. Standbly a reçu quatre parcelles de 160 000 m2 (40 acres) du gouvernement américain le 10 mai 1858 de par son statut de vétéran. Gottlieb Stanbly vend ces terres à Theodor Standbly en 1861 pour la somme de 430 $ quand Gottlieb quitte la région pour combattre lors la guerre de Sécession. Theodor vend les terres à Jens Rasmussen en 1867 pour 400 $. Rassmussen créé un étang en bâtissant un barrage sur la rivière Flume Creek. Il y construit un moulin à eau entre 1867 et 1881. John Gilbert (J.G) Rosholt construit la première scierie dans la ville à l'Est de l'étang en 1884, après avoir passé un accord avec Rasmussen pour le partage des eaux. La première scierie de Rosholt brûle en 1901, mais est reconstruite plus tard cette année là ainsi que l'année suivante, en 1902. La première enquête sur la possibilité d'urbanisation de Rosholt est faite le 1er juin 1903 à la demande de J.G Rosholt. Rosholt devient officiellement une commune en 1907 et est nommée d'après JG Rosholt qui est le premier maire élu du village le 7 avril 1908.

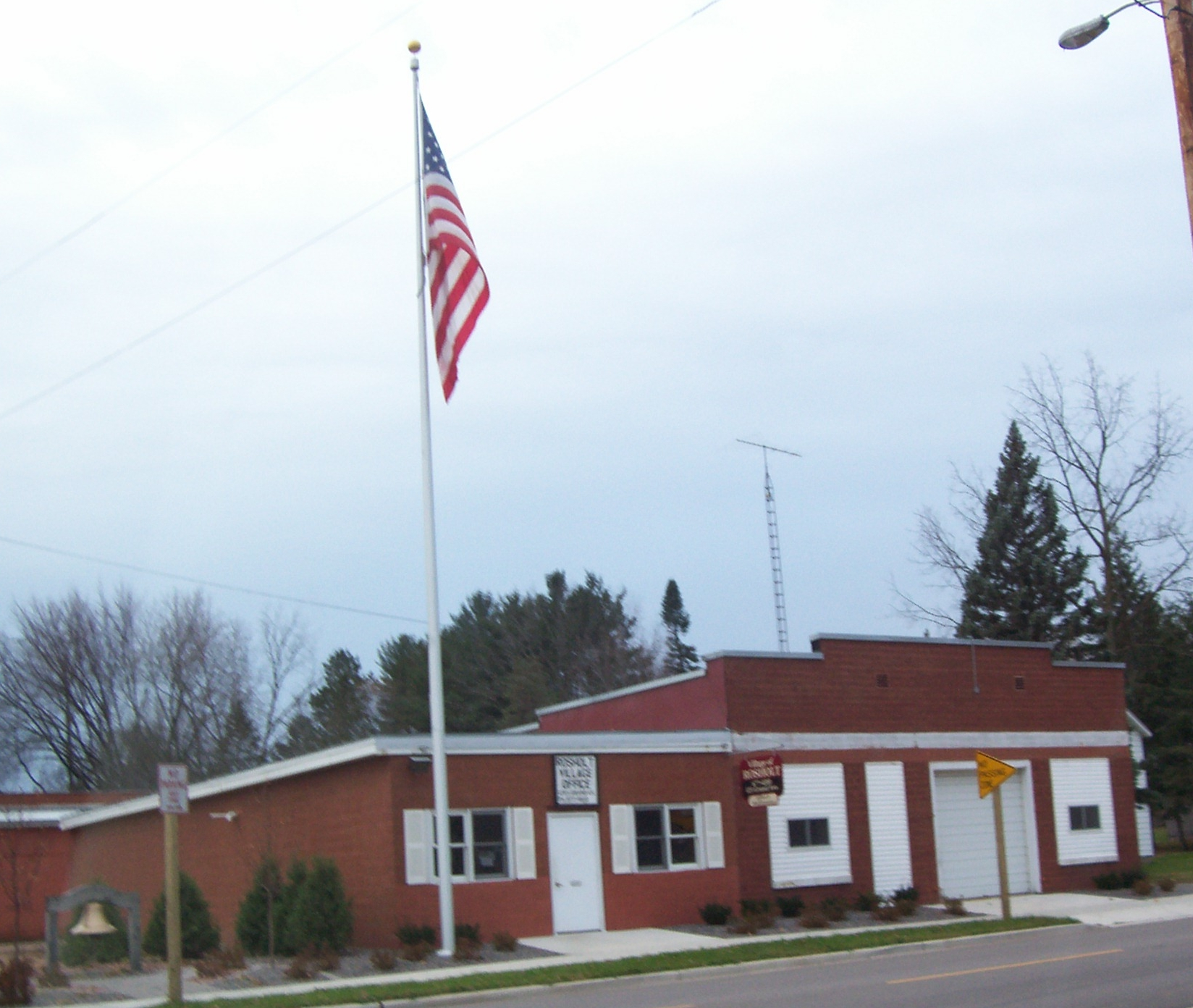
Salle du village

## Source
- (en) Cet article est partiellement ou en totalité issu de l’article de Wikipédia en anglais intitulé « Rosholt, Wisconsin » (voir la liste des auteurs).

1. ↑  http://www.rosholtvillage.com/Rosholthistory.html